# 椿弓里奈
椿 弓里奈（つばき ゆりな、1988年9月15日 - ）京都府出身の女優
。JFCT所属。
シネフィルにて「映画に愛されたバイプレイヤーたち」という脇役にスポットをあてた記事を連載中。

## 来歴
高校2年生の時に放送されていたドラマ「時効警察」に衝撃を受け
、映画作りや役者に興味を持ち始め、大阪芸術大学短期大学部に進学。
役者を目指すきっかけとなったドラマ「時効警察」が2019年に復活し、「時効警察はじめました」に見事出演を果たす。
短大卒業後、関西の小劇場などで活動し23歳の時に上京。
30歳を機に、同い年の女優・中澤梓佐に誘われ「889FILM」を立ち上げる。
(現メンバー:関口アナン、麻美、中澤梓佐、椿弓里奈)
YouTubeにて芝居動画をコンスタントにアップし、近年では889FILM主催で短編映画を制作している。
川島雄三監督、成瀬巳喜男監督などの昭和初期〜30年代頃の邦画が大好きで、シネフィルにて「映画に愛されたバイプレイヤーたち」という脇役にスポットをあてた記事を連載している。
ドラマ「でぶせん」で初の連続ドラマレギュラー出演をし、27歳でキモキャラ女子高生・桜井菖蒲を演じる。
瀬々敬久監督の映画「64-ロクヨン-」に記者クラブの記者役として出演した際、監督から「ジャスティス椿」と言われたことがある。
以後、記者や警察官などの正義感の強い役が多い。
2017年に出演したCMスタッフサービス「オー人事」では、パワハラを執拗以上に確認してくる嫌味な部長とのやり取りを演じ、セリフの無いシーンでもその表情が「すべてを物語っている」とネットで話題に。
18歳からはじめた日本舞踊は現在も続けており、特技は着付け・日本舞踊。

## 出演

### 映画
- いつかの、玄関たちと、（2014年、アルゴ・ピクチャーズ、勝又悠監督）
- イン・ザ・ヒーロー（2014年、東映、武正晴監督）
- 木屋町DARUMA（2015年、ファミリーツリー/アークエンタテイメント榊英雄監督）
- アウターマン（2015年、アールツーエンターテインメント、河崎実監督）
- つがる市フィルムコミッション『うつるもの』（2015年鍬、鍬田千歩監督）- 主演・工藤菜月 役
- マンガ肉と僕（2016年、和エンタテイメント/KATSU-do、杉野希紀監督） - 遠藤絵里子 役
- 64-ロクヨン- 前編/後編（2016年、東宝、瀬々敬久監督） - 毎報新聞記者 桜田役
- 愚行録（2017年、 ワーナー・ブラザース映画/オフィス北野、石川慶監督）
- PとJK（2017年、松竹、廣木隆一監督）
- 笑う招き猫（2017年、DLE、飯塚健監督）
- 美しい星（2017年、ギャガ、吉田大八監督）
- 8年越しの花嫁 奇跡の実話（2017年、松竹、瀬々敬久監督） - 看護師役
- パンク侍、斬られて候（2018年、東映、石井岳龍監督）
- 多十郎殉愛記（2018年、東映/よしもとクリエイティブ・エージェンシー、中島貞夫監督）
- Mellow（2019年、関西テレビ放送/ポニーキャニオン、今泉力哉監督）
- 窮鼠はチーズの夢を見る（2020年、ファントム・フィルム、行定勲監督）
- AWAKE（2020年、キノフィルムズ、山田篤宏監督）[4]
- 彼女（2021年、Netflix、廣木隆一監督）[5]
- Arc アーク（2021年、ワーナー・ブラザース、石川慶監督）
- 劇場版 きのう何食べた?（2021年、東宝、中江和仁監督） - 早乙女エリ 役
- 189（2021年、イオンエンターテイメント、加門幾生監督）- 藤沢杏 役[6]
- ロストサマー（2023年、889FILM、麻美監督）[7]

### テレビドラマ
- 湯けむりドクター華岡万里子の温泉事件簿5「信州・龍神ヶ池伝説殺人事件」（2011年12月28日、テレビ東京、水谷俊之演出）- 志乃役
- モメる門には福きたる（2013年、東海テレビ・フジテレビ、杉本六郎演出）
- 珈琲屋の人々 第4話（2014年4月27日、NHK BSプレミアム、金澤友也演出）
- 私は代行屋!事件推理請負人3（2014年11月15日、テレビ朝日、本田隆一演出）
- ワカコ酒
  - Season1 第1話（2015年1月8日、BSジャパン・テレビ東京、湯浅弘章監督）
  - Season2 第11話（2016年3月18日、BSジャパン・テレビ東京）
  - Season4 第6話（2019年2月11日、BSジャパン・テレビ東京）- 社員 役
- 夢を与える（2015年、WOWOW、犬童一心監督）
- 大人のためのサイエンスファンタジー「トナリのウチュウ」（2015年10月17日、NHK BSプレミアム、毛利匠演出）
- グッドパートナー 無敵の弁護士 第3話（2016年5月5日、テレビ朝日、田村直己演出）
- 朝が来る 第3話（2016年6月19日、フジテレビ、金子与志一演出）
- でぶせん （2016年8月 - 10月、Hulu・日本テレビ、松永洋一演出他）- 桜井菖蒲 役[8]
- 増山超能力師事務所 第7話（2017年2月16日、読売テレビ・日本テレビ、湯浅広章演出）
- 犯罪症候群 Season1 第1話・第2話（2017年4月8日・4月15日、東海テレビ・フジテレビ、村上正典演出）- 安藤美里 役
- バウンサー (漫画) 第8話（2017年6月、BSスカパー、熊澤尚人総監督 ・蔵方政俊監督）
- 伊藤くん A to E 第1話（2017年8月16日、毎日放送・TBS、廣木隆一演出）
- 森村誠一の棟居刑事 10 「棟居刑事の凶縁」（2017年9月28日、テレビ朝日、村川透演出）- 秋場早苗 役
- フリンジマン 第1・2・4話（2017年10月8・15・29日、テレビ東京、久石真路演出）- 真奈 役
- 男の操 最終話（2017年12月24日、NHK BSプレミアム、湯浅弘章演出）
- リピート～運命を変える10ヵ月～ 第8話（2018年3月1日、読売テレビ・日本テレビ、蔵方政俊演出） - 桜 役
- イノセント・デイズ 第1話（2018年3月18日、WOWOW、石川慶監督）
- 24時間テレビ 愛は地球を救う41 ヒーローを作った男 石ノ森章太郎物語（2018年8月25日、日本テレビ、佐久間紀佳演出）
- 深夜のダメ恋図鑑 第4話（2018年10月28日、朝日放送・テレビ朝日、山本大輔演出）- 慶子 役
- 広告会社、男子寮のおかずくん 第7話（2019年2月26日、テレビ神奈川、三原光尋演出）[9]
- きのう何食べた?（2019年4月6日 - 6月29日、テレビ東京、中江和仁演出）- 早乙女エリ 役
  - きのう何食べた?正月スペシャル2020（2020年1月1日、テレビ東京）[10]
  - きのう何食べた? season2（2023年10月7日 - 、テレビ東京）[11]
- ザ・リアリティ・ショー～突然コマーシャルドラマ2～（2019年4月20日、フジテレビ、後藤庸介演出）- 藤倉詩乃 役
- 時効警察はじめました 第5話（2019年11月15日、テレビ朝日、大九明子演出）
- 逆転人生「難病の女性が奇跡の出産　二つの命をめぐる決断」（2020年11月16日、NHK）- 寺嶋千恵子 役[12]
- そのご縁、お届けします-メルカリであったほんとの話- 第4話（2020年11月25日、毎日放送・TBS、片桐健滋演出）- 松本美千代 役[13]
- 年の差婚 第6話（2021年1月27日、毎日放送・TBS、稲葉博文演出）[14]
- 二月の勝者-絶対合格の教室- 第8話（2021年12月4日、日本テレビ、山田信義演出）[15]
- 悪女（わる）働くのがカッコ悪いなんて誰が言った? 第2話（2022年4月20日、日本テレビ） - 宮川桃花 役
- 飯を喰らひて華と告ぐ 第1話（2024年7月9日、MXテレビ） - OL 役

### 配信ドラマ
- 私が黄金を追う理由〜映画「黄金を抱いて翔べ」スペシャルドラマ〜（2012年10月1日配信、BeeTV、滝本憲吾演出）
- 火花（2016年配信、Netflix、廣木隆一他演出）
- 夫のちんぽが入らない 第7話（2019年3月20日配信、FOD・Netflix、タナダユキ演出）[16]

### 舞台
- 劇団犯罪友の会『あやつむぎ』大阪野外劇公演（2010年）
- 激団桃園会『a tide of classics～三好十郎・浮標～』 深津篤史演出（2010年）
- 天童よしみ特別公演『雨宿り恋歌』　わかぎゑふ脚本・演出（2011年 - 2012年）
- 演劇集団Z-Lion『Can you believe ファンタスケッチ？』　粟島瑞丸脚本・演出（2012年）
- 演劇集団Z-Lion　第6回公演『あっ地球 to こっ地球』　粟島瑞丸演出（2015年）
- ONEOR8・2015年4月 B面公演『ゼブラ』　田村孝裕作・伊藤俊輔演出（2015年）- 手塚奈央役
- O次郎 presents『チチガハハ』 金沢知樹脚本・演出（2016年）
- マコンドープロデュース『空と東京タワーの隣の隣』 倉本朋幸脚本・演出（2018年）

### CM
- 大塚製薬『ネイチャーメイド 焼き魚定食』篇（2016年）
- スタッフサービス『オー人事「スタンプ上司」』篇（2017年）
- 株式会社メイション『2次会くん』（2018年）
- ANAオリジナルショートムービー『星の都』（2019年）[17]
- 竹本油脂『マルホン胡麻油 正直篇』（2019年）
- 利尻町役場『昆布ホス！ホス！～デジタル体験版～』（2019年）
- クラシエ製薬『漢方セラピー』（2021年）[18]

### ミュージック・ビデオ
- Krage - 「夏の雪」（2022年）